# Timeless (John-Abercrombie-Album)
Timeless ist ein Musikalbum von John Abercrombie, aufgenommen am 21. und 22. Juni 1974 und im Jahr 1975 von ECM Records veröffentlicht.

## Das Album
Timeless war das Debütalbum des 29-jährigen Gitarristen John Abercrombie, der zu dieser Zeit mit Dave Liebmans Projekt Lookout Farm (das für ECM aufnahm) ebenso arbeitete wie in der Fusionband des Schlagzeugers Billy Cobham. Dort traf er auf den Keyboarder Jan Hammer, der u. a. auch mit dem Mahavishnu Orchestra gespielt hatte. Für seine erste Plattensession auf dem jungen ECM-Label stieß der Schlagzeuger Jack DeJohnette hinzu, der für das Label bereits 1971 mit Keith Jarrett das Album Ruta and Daitya aufgenommen hatte. Hammer und Abercrombie waren so zu dieser Zeit stark in der Fusion-Bewegung involviert, auch DeJohnette war mit dem Rockjazz spätestens mit seiner Mitwirkung an dem Miles-Davis-Album Bitches Brew in Berührung gekommen. Musikalisch speist sich Timeless aus all diesen Einflüssen, besonders aus Davis’ In a Silent Way von 1968, indem es die subtileren Seiten des Genres ausspielt, wie besonders beim Titelstück zu hören.
Das Album enthält vier Originalkompositionen von Abercrombie, zwei Titel stammen von Hammer („Lungs“ und „Red and Orange“.)
„Lungs“ beginnt mit einem pulsierenden Orgel/Gitarre-Zusammenspiel, das stark durch ein auf dem Moog-Synthesizer gespieltes Bassriff und durch De Johnettes Schlagzeugstil beeinflusst ist.
„Love Song“ ist eine mit akustischen Instrumenten gespielte Duo-Ballade von Abercrombie; Hammer begleitet ihn am Flügel. Das swingende „Ralph's Piano Waltz“ brilliert durch Polychorde und raffinierte Tempowechsel. Ralph Towner, an dessen Klavier Abercrombie das Stück komponiert und dem er das Stück gewidmet hat, nahm das Stück 1979 auf seinem Album Solo Concert auf.
Abercrombie spielt hier wieder elektrisch verstärkte Gitarre, Jan Hammer die Hammondorgel.
Ähnlich aggressiv wie „Lungs“ ist „Red and Orange“, die zweite Komposition Hammers. Dieser spielt in diesem Stück die Orgel stark perkussiv. „Remembering“ ist wieder eine akustisch gespielte Ballade von Abercrombie. Höhepunkt der Platte ist das Titelstück; aufgebaut auf eine einfache Melodie beginnt das Stück in einer sphärischen Stimmung, die in aufsteigenden Sequenzen durch die Orgel im Hintergrund, Synthesizereffekte und das Schlagzeugspiel DeJohnettes immer intensiver wird. Der Titel machte John Abercrombie Mitte der 1970er Jahre über die Jazzkreise hinaus bekannt.

## Die Titel
Timeless – ECM 1047 ST bzw. 829114-2 (CD-Ausgabe)
1. Lungs -12.11 (Jan Hammer)
2. Love Song -4.35 (John Abercrombie)
3. Ralph's Piano Waltz -4.55 (John Abercrombie)
4. Red and Orange -5.24 (Jan Hammer)
5. Remembering -4.33 (John Abercrombie)
6. Timeless -11.58 (John Abercrombie)

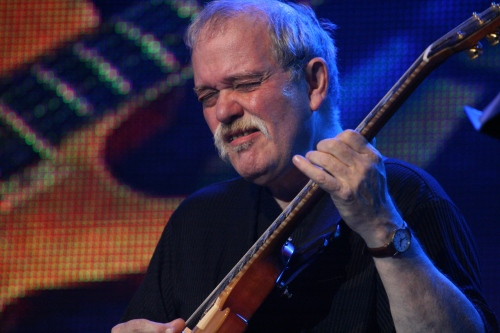
John Abercrombie (2007)

## Wirkung
Das Album gehörte zu den in der Mitte der 1970er Jahre erschienenen Schallplatten wie die von Chick Corea, Keith Jarrett, Ralph Towner oder Jan Garbarek, die das Image des Münchner Labels vom „ECM-Sound“ schufen.
Dem kommerziellen Erfolg von Timeless folgten sogleich weitere Aufnahmen John Abercrombies mit verschiedenen Musikern des ECM-„Stalls“ wie Dave Holland (Gateway, 1975), Collin Walcott (Cloud Dance, 1975) und Enrico Rava (The Pilgrim and the Stars) sowie Alben von Ralph Towner, Jack DeJohnettes Band (New) Directions, Barre Phillips (Mountainscapes) und Kenny Wheeler (Deer Wan). Mit dem „brillanten“ Debütalbum Timeless begann für Abercrombie eine „lange und fruchtbare Zusammenarbeit“ mit dem Münchner Label; Cook und Morton rechnen es Manfred Eicher hoch an, den so oft unterbewerteten Künstler so herausgestellt zu haben.

## Beurteilung
Die Wochenzeitung Die Zeit schrieb damals: „Am intensivsten äußert sich dieser Jazz in den schnellen, am schönsten in den stillen Stücken da, wo die Klänge erregende Plastizität gewinnen“. Das Musikfachblatt "Stereo" notierte: „Ich kann mich nicht erinnern, jemals ein derart stimmiges und - vor allem - bewegendes Debütalbum gehört zu haben“. stereoplay zählt das Album zu den „zeitlosen Einspielungen.“ Nach Scott Yanow handelt es sich um „Gedanken provozierende und zeitweise aufregende Musik, die sich einer Kategorisierung überhaupt entzieht.“